# Ryu Hayabusa
(Hayabusa in Dead or Alive 5)
Ryu Hayabusa (リュウ・ハヤブサ / 隼龍?, Hayabusa Ryū) è il protagonista della serie Ninja Gaiden, e un personaggio di Dead or Alive. Entrambe le serie sono sviluppate della Tecmo. Il suo nome può essere tradotto come "drago" (ryū), e '"falco" (hayabusa).
Nel 2007 la rivista Retro Gamer lo classificò come il più grande ninja della storia dei videogiochi.

## Personalità
Ryu è un ninja molto rispettato, più saggio e potente della maggior parte dei ninja della sua età. Cresciuto nel Clan Hayabusa, capitanato da suo padre Ken Hayabusa (Joe nella nuova serie), Ryu sviluppò un senso di apprendimento molto differente dai suoi compagni. Infatti, Ryu riesce ad analizzare eventi con un punto di vista astratto e filosofico. Il suo atteggiamento è tranquillo e paziente, ma diventa eroico e combattivo quando è necessario.
Hayate, della serie Dead or Alive, è il suo fedele amico. Ryu inoltre conosce Kasumi, sorella di Hayate, e Ayane, sorellastra di Kasumi e Hayate.
Dalla serie Ninja Gaiden, Ryu mostra amicizia a Rachel, una cacciademoni in cerca di sua sorella, e Irene, primo amore di Ryu.

## Shadow Warrior
La prima serie di titolo in cui compare il ninja Ryu Hayabusa è stata pubblicata in Europa con il titolo Shadow Warrior, tranne per i titoli inediti che vengono indicati con il nome statunitense.

### Shadow Warriors(arcade)
Ryu appare per la prima volta come protagonista in Shadow Warriors, videogioco arcade del 1988. Questo titolo però non presenta una trama e lo stesso protagonista non ha un nome, mentre l'unica cosa certa è l'ambientazione negli Stati Uniti.

### Trilogia NES
Tre videogiochi sono stati sviluppati per il NES, compresi poi nella compilation Ninja Gaiden Trilogy inedita in Europa. Essi seguono Ryu Hayabusa ed introducono sia il Clan Hayabusa, sia la mitica spada impugnata dal protagonista, la Spada del Drago.
In Shadow Warriors (1988) Ryu ricevette una lettera da suo padre Ken Hayabusa, il quale spiegò di aver avuto un duello mortale con un altro ninja, Bloody Malth. Così, Ryu, impugnò la Dragon Sword custodita nel suo villaggio, e si lanciò alla ricerca del padre. Durante i suoi viaggi incontra Irene Lew e Bloody Malth. Più avanti viene a sapere della morte di suo padre, da parte del maestro di Bloody Malth, Jaquio. Ryu si vendica uccidendo sia Jaquio che il dio demone.
In Shadow Warriors II: The Dark Sword of Chaos (1990) un nuovo nemico attende Ryu: Ashtar, anche conosciuto come l'Imperatore dell'Oscurità, che trama per conquistare il mondo. Ryu si prepara per questa nuova avventura, dove incontra di nuovo Irene. Irene fu in seguito rapita dallo stesso Ashtar, come avvertimento per Ryu. La nuova Dark Sword of Chaos, creata dalla ossa del dio demone del primo capitolo, passò nelle mani di Ashtar, e dopo la resurrezione di Jaquio, divenne sua. Fortunatamente Ryu riuscì a sconfiggerlo di nuovo e a distruggerlo definitivamente.
In Ninja Gaiden III: The Ancient Ship of Doom (1991) un doppelgänger prese le sembianze di Ryu e assassinò Irene, incastrando lo stesso Ryu. Durante le sue avventure, Ryu scoprì che Irene era ancora viva, e subito dopo che il doppelganger fu ingaggiato da Foster, il capo di Irene. All'inizio il doppelganger sconfisse Ryu, ma Ryu ritornò e riuscì a sconfiggerlo. Inaspettatamente, Foster fu tradito e ucciso dal suo collega Clancy. Irene e Ryu scoprirono le intenzioni malvagie di Clancy, e fortunatamente Ryu lo sconfisse.

### Shadow Warriors(Game Boy)
Nel 1991 è stato pubblicato Shadow Warriors (Game Boy) per Game Boy, ambientato tre anni dopo la trilogia NES, in cui Ryu Hayabusa deve salvare la città di New York dall'Imperatore Gulf, un sottoposto di Jaquio.

### Ninja Gaiden(Game Gear)
In Ninja Gaiden per Game Gear, pubblicato nel 1991, Ryu ha il compito di fermare un'organizzazione malvagia che vuole far scoppiara la terza guerra mondiale, Anche se il gameplay è molto simile ai titoli precedenti, la storia non sembra essere collegata ad essi.

### Ninja Gaiden(Master System)
In Ninja Gaiden per Sega Master System del 1992 Ryu deve recuperare una sacra pergamena rubata dal suo villaggio, dopo che esso è stato raso al suolo ed ha portato all'estinzione del Clan Hayabusa. Anche questo titolo non presenta riferimenti a quelli passati.

## Ninja Gaiden

### Serie principale
Nel 2004, come Ninja Gaiden per Xbox, la serie ha ricevuto un reboot ed è stata reintitolata in tutte le localizzazioni Ninja Gaiden. Essa si basa sull'ambientazione creata precedentemente dai vecchi videogiochi, con qualche modifica sostanziale, ed è sviluppata dal Team Ninja Anche se non ci sono pretese di continuità, il creatore Tomonobu Itagaki ha dichiarato che può essere vista come con un prequel e che è ambientata nello stesso universo della serie Dead or Alive in cui Ryu appare.
Nel primo titolo, il Clan Hayabusa fu attaccato dal malvagio samurai Doku, deciso ad impossessarsi della Spada del Drago Nero, custodita nel villaggio. Ryu parte così alla ricerca della spada e di giustizia per il suo clan. Durante il suo cammino incontra Rachel, cacciatrice di demoni in cerca di sua sorella. Osservato da Gamov e Discepolo oscuro, Ryu aiuta Rachel, fino ad incontrare sua sorella Alma, ormai trasformata in un demone. Alla fine della storia, Alma salva la vita di sua sorella da Doku, che viene sconfitto da Ryu. Inoltre, Ryu sconfigge l'imperatore Vigoor e tutti i demoni, e riconquista la sua spada. Lui e Rachel vengono a sapere che Gamov è stato tradito e ucciso dal suo compagno Discepolo. Ryu sconfigge anche quest'ultimo, e distrugge la spada. Infine lascia Rachel e torna al suo villaggio.
In Ninja Gaiden Dragon Sword per Nintendo DS del 2008, Ryu si ritrova ad affrontare un Clan del Ragno Nero, che ha rapito l'ultima sacerdotessa del villaggio e custode dell'Occhio del Drago, Momiji.
In Ninja Gaiden 2 del 2008 per Xbox 360 si scontra con un nuovo arcidemone, Vadzah, e i suoi quattro sottoposti, i quattro grandi demoni. Con l'aiuto di Sonia, riuscirà nella sua missione.
In Ninja Gaiden 3 per Xbox 360, PlayStation 3 e Wii U viene reclutato dalle Forze Speciali del Giappone per indagare sui recenti attentati terroristici a Londra, attribuiti alla misteriosa organizzazione dei LOA.

### Spin-off
Nello spin-off Yaiba: Ninja Gaiden Z del 2014 Ryu appare come il ninja che inizialmente combatte e sconfigge Yaiba del Clan Kamikaze, protagonista del gioco. Quest'ultimo viene però riportato in vita sotto forma di semi-robot, e giura di ritrovare e sconfiggere Ryu.

## Crossover

### Serie:Dead or Alive
Ryu Hayabusa appare anche nella serie Dead or Alive, sempre del Team Ninja, in cui ricopre un ruolo molto ampio. In essa è conosciuto semplicemente come Hayabusa.
Dead or Alive (1996) è ambientato due anni dopo il Ninja Gaiden per Xbox. Un giorno, Ryu viene a sapere che Kasumi, sorella del suo amico Hayate, lasciò il suo clan per partecipare al primo torneo Dead or Alive. Ryu decide di parteciparvi per prendersi cura di Kasumi.
In Dead or Alive 2, dopo essere stato informato dal suo clan che il temibile Tengu sia giunto sulla terra per disseminare il caos, Ryu decide di partecipare ancora una volta al torneo per eliminare il mostruoso demone. Al torneo incontra Hayate, e lo aiuta con la sua amnesia, sconfiggendolo in un incontro di combattimento. Ryu sconfigge anche Tengu, diventando il vincitore del torneo.
In Dead or Alive 3, Ryu ritorna per aiutare il clan di Hayate, il Clan Mugen Tenshin, a distruggere il superuomo creato dal Progetto Omega. Fortunatamente è Ayane sconfiggere Genra, guerriero creato dal progetto Omega.
In Dead or Alive 4, il Clan Mugen Tenshin decide di mettere fine alle sofferenze causate dalla DOATEC, attaccando e distruggendo la sua sede principale. Ryu partecipa al torneo per aiutare Hayate, e il resto del clan nell'attacco alla DOATEC. Nel suo filmato finale si può vedere Ryu distruggere speciali elicotteri della corporazione con un attacco ninpō.
In Dead or Alive 5 ritorna per aiutare gli altri ninja a sconfiggere definitivamente Alpha-152 e i nuovi esperimenti della MIST.
È un lottatore giocabile anche in Dead or Alive 6.

### Serie:Nioh
1. Nioh (2017), videogioco sviluppato sempre da Team Ninja, Jin Hayabusa (antenato di Ryu) sfida il protagonista a duello, in una missione secondaria dell'ultimo DLC. Jin utilizza principalmente la katana del drago e come seconda arma la kusarigama.
2. Nioh 2 (2020), un altro antenato di Ryu, Ren Hayabusa, sfida il protagonista in una missione secondaria del secondo DLC. Ren invece utilizza la katana del drago e gli artigli del falco (tekko). Ryu e presente come contenuto estetico giocabile.[5]

### Halo 3
In Halo 3 (2007), un gioco per Xbox 360, è possibile sbloccare un'armatura (chiamata Hayabusa) e un elmo molto simili ai vestiti di Ryu Hayabusa e alla sua maschera trovando tutti e 13 i teschi sparsi nella campagna. È possibile anche sbloccare la katana di Ryu sbloccando tutti gli achievement (premi) del gioco.

## Altri Media

### DOA: Dead or Alive
Ryu Hayabusa è interpretato da Kane Kosugi in DOA: Dead or Alive. Il ruolo del suo personaggio è molto simile a quello dei videogiochi: infatti, Ryu mostra leale amicizia verso Kasumi e Hayate. Nel film si scontra con Eliot e Bayman, che sconfigge. È l'unico personaggio maschile a qualificarsi per le semifinali.

### Ninja Ryūkenden
Ryu è il protagonista dell'anime Ninja Ryūkenden. Dopo il rapimento di Irene, Ryu corre a salvarla, sconfiggendo diversi demoni creati dal professor Bucky-Wise, fino a scontare lo stesso professore, diventato un demone. Nell'anime non indossa una maschera ninja, ma soltanto una bandana.